# Brníčko
Brníčko (niem. Brünnless) – gmina w Czechach, w powiecie Šumperk, w kraju ołomunieckim. Według danych z 2021 r. liczyła 641 mieszkańców.
Dzieli się na dwie części:
- Brníčko
- Strupšín

W miejscowości znajdują się ruiny czternastowiecznego zamku.